# 7430 Коґуре
7430 Коґуре (7430 Kogure) — астероїд головного поясу, відкритий 23 січня 1993 року.
Тіссеранів параметр щодо Юпітера — 3,375.
Названо на честь астронома Коґуре (яп. こぐれ(小暮) коґуре).